# Wiener-Neustadt-Insel
Die Wiener-Neustadt-Insel (russisch Остров Винер-Нейштадт, Ostrow Winer-Njoischtadt, auch Остров Винер-Нойштадт, Ostrow Winer-Noischtadt) ist eine Insel im Franz-Josef-Land, Russische Föderation.
Die Wiener-Neustadt-Insel hat eine Fläche von 237 km² und ist fast zur Gänze vergletschert. Der höchste Punkt der Insel ist mit 620 m der Peak Parnass, die höchste Erhebung in Franz-Josef-Land.
Die Insel ist Teil der Untergruppe Zichy-Land des Franz-Josef-Archipels. Es ist von der Ziegler-Insel und der Salisbury-Insel durch die schmale Collinson-Meerenge (Proliw Kollinsona) getrennt.
Die Insel wurde von der Österreichisch-Ungarischen Nordpolexpedition unter Julius Payer und Carl Weyprecht nach der südlich von Wien gelegenen Stadt Wiener Neustadt benannt, deren Theresianische Militärakademie Payer absolviert hatte.